# Óxido de vanádio(II)
Óxido de vanádio(II), VO, composto químico inorgânico de fórmula química VO. É um reagente químico estável. Adota uma estrutura cristalina cúbica distorcida que contém ligações  metálicas V-V fracas. Como demonstrado pela teoria banda, VO é um condutor de eletricidade devido à sua banda de condução parcialmente cheio e deslocalização de elétrons nos orbitais t2g. VO não é um composto estequiométrico, pois sua composição varia de VO0.8 to VO1.3.